# Teodoro di Pavia
Teodoro di Pavia (VII secolo – 778) è stato il ventunesimo vescovo di Pavia, venerato come santo dalla Chiesa cattolica.

## Biografia
Teodoro fu un membro del clero pavese fino a diventare vescovo di Pavia nel 740. 
Il suo episcopato fu all'insegna dalla guerra tra i Franchi e i Longobardi, che vide nel 773 l'assedio di Pavia.
Durante la guerra fu esiliato e ritornò alla propria sede dopo la vittoria di Carlo Magno. Morì attorno al 778. Le spoglie del santo vennero poste nella chiesa di San Giovanni in Borgo, per poi essere traslate nella Basilica di Sant'Agnese, in seguito a lui intitolata.

## Culto
Secondo il Martirologio Romano il giorno dedicato al santo è il 20 maggio:
(Martirologio Romano)
Teodoro  è patrono della città di Pavia insieme a san Siro e sant'Agostino. Numerose leggende fiorirono attorno alla vita del santo.